# 根岸豊明
根岸 豊明（ねぎし とよあき、1957年（昭和32年）11月14日 - ）は、日本の実業家、ジャーナリスト。札幌テレビ放送会長。

## 来歴・人物
東京都生まれ。早稲田大学政治経済学部卒業。
1981年4月に日本テレビ放送網に入社。
編成局を経て報道局社会部記者に異動。1985年には宮内庁担当となり、浩宮徳仁親王の英国留学を取材し、直接インタビュー取材を行うなどした。
1987年9月に内臓疾患の手術を受けた昭和天皇の病状推移を受け、日本テレビが“昭和最後の日”を見据えた報道体制強化が採られた際には担当記者陣の中心として活動、特に1988年9月19日深夜の昭和天皇吐血による容態急変の際には、当時の高木顕宮内庁侍医長の取材から緊急事態が起こったことを察知したことを報道局に伝え、1989年1月7日の昭和天皇崩御に至る一連の事象の取材・報道に携わった。
長く報道記者を務めた後は、2000年にBS日本（BS日テレ）へ移り、編成局長を務める。
2012年6月1日付で日本テレビ執行役員メディア戦略局長に就き、同年6月29日付にて宮城テレビ放送取締役にも就任した。
戦略局在籍時代には、在京キー局6局関係者と連携して「新タワー推進プロジェクト」を立ち上げ、東京スカイツリー建設とその竣工に伴う東京タワーからの放送電波移転などの事業に携わった。

### 札幌テレビ社長
2016年に日本テレビ取締役を退任し、系列局の札幌テレビ放送（STV）へ移り、代表取締役社長に就任。
2021年6月、社長職を井上健に交代し、代表取締役会長に退いた。

## 著書
- 『誰も知らない東京スカイツリー 選定・交渉・開業・放送開始…10年間の全記録』ポプラ社、2015年10月。ISBN 978-4591145180。
- 『新天皇 若き日の肖像』新潮文庫、2019年1月。ISBN 978-4101004365。
- 『テレビ局再編』新潮新書、2024年1月。ISBN 978-4106110252。